# 18 april
18 april är den 108:e dagen på året i den gregorianska kalendern (109:e under skottår). Det återstår 257 dagar av året.

## Återkommande bemärkelsedagar

### Helgdagar
- Påskdagen firas i västerländsk kristendom för att högtidlighålla Jesu återuppståndelse efter korsfästelsen, åren 1812, 1824, 1897, 1954, 1965, 1976, 2049, 2055, 2060.

### Nationaldagar
- Zimbabwes nationaldag (till minne av självständigheten från Storbritannien 1980)

### Flaggdagar
- Danmark: Militär flaggdag till minne av slaget vid Dybbøl 1864

## Namnsdagar

### I den svenska almanackan
- Nuvarande – Valdemar och Volmar
- Föregående i bokstavsordning
  - Valdemar – Namnet förekom på dagens datum på 1790-talet, men utgick sedan. 1901 återinfördes det här och har funnits där sedan dess.
  - Valdis – Namnet infördes på dagens datum 1986, men utgick 1993.
  - Valerian – Namnet fanns, även i formen Valerianus, på dagens datum före 1901, då det utgick.
  - Volmar – Namnet infördes på dagens datum 1986 och har funnits där sedan dess.
- Föregående i kronologisk ordning
  - Före 1901 – Valerian eller Valerianus
  - 1901–1985 – Valdemar
  - 1986–1992 – Valdemar, Valdis och Volmar
  - 1993–2000 – Valdemar och Volmar
  - Från 2001 – Valdemar och Volmar
- Källor
  - Brylla, Eva (red.): Namnlängdsboken, Norstedts ordbok, Stockholm, 2000. ISBN 91-7227-204-X
  - af Klintberg, Bengt: Namnen i almanackan, Norstedts ordbok, Stockholm, 2001. ISBN 91-7227-292-9

### Finlandssvenska almanackan
- Nuvarande från 1929[1] – Valdemar, Volmar
- I föregående revideringar[a][2]
  - inga ändringar sedan 1929

## Händelser
- 309 eller 310 – Sedan Marcellus I har avlidit (omkring 309) väljs Eusebius till påve.[3]
- 1808 – När de svenska trupperna under Georg Carl von Döbelns befäl ska gå över isen på älven Siikajoki blir de överfallna av en rysk här ledd av Jakov Petrovitj Kulnev. Till en början går slaget vid Siikajoki dåligt för svenskarna, som tvingas retirera, men när ryssarna blottar sin center ger den svenske generaladjutanten Carl Johan Adlercreutz order om anfall mot den och slaget slutar med den första svenska segern i finska kriget, som har utbrutit två månader tidigare. Eftersom det nyländska regementet utmärker sig särskilt i slaget får rekryter, som har tjänstgjort i detta regemente än idag bära det så kallade Siikajokikorset efter sin tjänstgöringstid.
- 1864 – Preussiska och österrikiska trupper ledda av Fredrik Karl av Preussen stormar den danska fästningen vid Dybbøl efter att de har belägrat den sedan 7 april. I det efterföljande slaget lider danskarna under Georg Daniel Gerlachs befäl ett avgörande nederlag och snart sluts vapenvila i det pågående dansk-tyska kriget. Då kriget senare under året avslutas med att Preussen annekterar hela Sønderjylland från Danmark har datumet för slaget fått en viktig plats i Danmarks historia och än idag är dagen en militär minnes- och flaggdag.
- 1906 – Staden San Francisco på den amerikanska västkusten drabbas vid femtiden på morgonen av en jordbävning med en magnitud, som sedermera har beräknats till 7,8 på richterskalan. Omkring 1 000 människor omkommer när omkring 28 000 hus rasar och börjar brinna till följd av skalvet och en kvarts miljon blir hemlösa. De materiella skadorna värderas till omkring 400 miljoner dollar.
- 1942
  - Pierre Laval efterträder François Darlan som premiärminister i Vichyfrankrike, den ännu icke tyskockuperade sydvästra delen av Frankrike. I november samma år ockuperar Nazityskland även Vichyfrankrike, men Laval förblir premiärminister till 1944, då Frankrike befrias och Charles de Gaulle upprättar en provisorisk fransk regering.
  - Amerikanskt bombflyg genomför Doolittleräden, uppkallad efter befälhavaren Jimmy Doolittle, som blir det första amerikanska flyganfallet mot de japanska öarna sedan det japanska anfallet mot Pearl Harbor den 7 december året före. Räden får ingen strategisk eller taktisk betydelse, men det blir en stor amerikansk propagandaseger, eftersom det ses som vedergällning för Pearl Harbor och visar, att det inte är omöjligt att anfalla Japan.
- 1951 – Representanter för Belgien, Frankrike, Italien, Luxemburg, Nederländerna och Västtyskland undertecknar i Paris det så kallade Parisfördraget (även känt som EKSG-fördraget), genom vilket den Europeiska kol- och stålgemenskapen upprättas från och med fördragets ikraftträdande den 23 juli året därpå. Detta blir världens första överstatliga organisation och grunden till de Europeiska gemenskaperna, som sedermera blir en del av Europeiska unionen. Då fördraget ingås på 50 år upphör följaktligen kol- och stålgemenskapen den 23 juli 2002.
- 1980 – Det afrikanska landet Rhodesias självständighet erkänns internationellt, i samband med att Robert Mugabe kommer till makten och landet byter namn till Zimbabwe. Redan 1965 har man ensidigt utropat sig självständigt från Storbritannien, men då britterna har vägrat gå med på detta har FN infört sanktioner mot Rhodesia, som nu alltså hävs.
- 1983 – 63 personer omkommer, när en bomb detonerar på den amerikanska ambassaden i Libanons huvudstad Beirut. Islamiska jihad tar på sig ansvaret för attentatet, som kommer i svallvågorna efter att en multinationell styrka, däribland amerikaner, har intervenerat i det libanesiska inbördeskriget.
- 2014 – Sexton personer omkommer och nio skadas av en lavin på Mount Everest, vilket leder till att bergsguiderna kräver högre löner.

## Födda
- 1480 – Lucrezia Borgia, hertiginna av Modena från 1505
- 1589 – Johan, svensk prins och hertig av Östergötland, son till Johan III och Gunilla Bielke
- 1676 – Fredrik I, svensk prinsgemål 1718–1720 (gift med Ulrika Eleonora) och kung av Sverige 1720–1751
- 1759 – Thomas Thorild, svensk författare, poet, filosof, professor och bibliotekarie
- 1767 – Elisha Mathewson, amerikansk politiker, senator för Rhode Island 1807–1811
- 1768 – Willie Blount, amerikansk demokratisk-republikansk politiker, guvernör i Tennessee 1809–1815
- 1778 – Christian Friedrich Nasse, tysk läkare
- 1786 – Franz Xaver Schnyder von Wartensee, schweizisk tonsättare och skriftställare
- 1791 – Johan Henrik Schröder, svensk arkeolog och biblioteksman
- 1810 – Neill S. Brown, amerikansk politiker och diplomat, guvernör i Tennessee 1847–1849
- 1823 – Otto Hjelt, finländsk läkare och professor
- 1833
  - José Echegaray, spansk matematiker, politiker och dramatiker, mottagare av Nobelpriset i litteratur 1904
  - Petter Näsman, svensk hemmansägare och riksdagsman
- 1838
  - Nils Håkansson, svensk lantbrukare och riksdagsman
  - Paul-Émile Lecoq de Boisbaudran, fransk kemist
- 1854 – Nils Robert af Ursin, finländsk skolman och politiker, partiledare för de finländska Socialdemokraterna 1899–1900
- 1866 – Ida Brag, svensk operasångare
- 1882
  - August Falck, svensk skådespelare
  - Leopold Stokowski, brittisk-amerikansk dirigent
- 1887 – Edith Erastoff, finlandssvensk skådespelare
- 1890 – Maria Pavlovna av Ryssland, rysk storfurstinna
- 1893 – Egil Hjorth-Jenssen, norsk skådespelare
- 1896 – Henry Olsson, svensk litteraturhistoriker och författare, ledamot av Svenska Akademien
- 1897 – Per-Erik Hedlund, svensk längdskidåkare, bragdmedaljör 1928
- 1902
  - Waldemar Hammenhög, svensk författare
  - Gösta Rodin, svensk regissör, manusförfattare och filmklippare
- 1903 – Lulu Ziegler, dansk skådespelare, regissör och sångare
- 1905
  - George H. Hitchings, amerikansk biokemist, mottagare av Nobelpriset i fysiologi eller medicin 1988
  - Lilly Larson Lund, norsk skådespelare
- 1907 – Robert Laycock, brittisk generalmajor
- 1910 – Rudolf Lange, tysk SS-officer
- 1913 – John E. Davis, amerikansk republikansk politiker, guvernör i North Dakota
- 1914 – Tord Bernheim, svensk revyartist, sångare och skådespelare
- 1920 – Nils Hansén, svensk kompositör, musikarrangör och kapellmästare
- 1923 – Leif Panduro, dansk dramatiker och författare
- 1928
  - Raffaello Gambino, italiensk vattenpolospelare
  - Ferenc Göndör, ungersk författare, ingenjör och folkbildare
- 1929 – Lena Brogren, svensk skådespelare
- 1930 – Clive Revill, nyzeeländsk skådespelare
- 1932 – Öllegård Wellton, svensk skådespelare
- 1933 – Waldemar Bergendahl, svensk filmproducent och manusförfattare
- 1940
  - Märit Andersson, svensk regissör, tv-producent och journalist
  - Joseph L. Goldstein, amerikansk biokemist, mottagare av Nobelpriset i fysiologi eller medicin 1985
- 1941 – Michael D. Higgins, irländsk politiker, president 2011–
- 1942 – Jochen Rindt, österrikisk racerförare
- 1943 – Leif Nymark, svensk skådespelare
- 1945
  - Malin Ek, svensk skådespelare
  - Mats Ek, svensk regissör
- 1946 – Hayley Mills, brittisk skådespelare
- 1947
  - James Woods, amerikansk skådespelare
  - Moses Blah, liberiansk politiker, president
  - Herbert Mullin, amerikansk seriemördare
- 1949 – Geoff Bodine, amerikansk racerförare
- 1950
  - Barbara O'Brien, amerikansk demokratisk politiker, viceguvernör i Colorado
  - Kenny Ortega, amerikansk regissör
- 1951
  - Täppas Fogelberg, svensk journalist och författare
  - Gwen Moore, amerikansk demokratisk politiker, kongressledamot
- 1953
  - Bernt Johansson, svensk tävlingscyklist, OS-guldvinnare och bragdmedaljör 1976
  - Rick Moranis, kanadensisk komiker, skådespelare och musiker
- 1956
  - Bob Latta, amerikansk republikansk politiker, kongressledamot
  - Eric Roberts, amerikansk skådespelare
- 1959 – Susan Faludi, amerikansk feministisk författare
- 1962
  - Jan Björklund, svensk politiker, statsråd 2006–2014, partiledare för Liberalerna 2007–2019
  - Karen Handel, amerikansk republikansk politiker, kongressledamot
- 1963 – Conan O'Brien, amerikansk tv-programledare
- 1965
  - Lars Gårdfeldt, svensk författare, präst och HBT-aktivist
  - David Shutrick, svensk artist och låtskrivare
- 1968
  - David Hewlett, kanadensisk skådespelare
  - Alejandro Alvizuri, peruansk simmare
- 1969
  - Sayako, japansk prinsessa, dotter till det japanska kejsarparet Akihito och Michiko
  - Stefan Schwarz, svensk fotbollsspelare, VM-brons 1994, kopia av Svenska Dagbladets guldmedalj
- 1970
  - Lena Andersson, svensk författare
  - Saad Hariri, libanesisk politiker
  - Tess Merkel, svensk artist och sångare, medlem i gruppen Alcazar
- 1971 – David Tennant, brittisk skådespelare
- 1973 – Haile Gebrselassie, etiopisk friidrottare
- 1974 – Ola Björkman, svensk skådespelare
- 1976
  - Melissa Joan Hart, amerikansk skådespelare, skribent och affärskvinna
  - Staffan Strand, svensk höjdhoppare
- 1979 – Kourtney Kardashian, amerikansk TV-profil
- 1980 – Brenda Villa, amerikansk vattenpolospelare
- 1983 – Ida-Theres Nerell, svensk brottare
- 1984 – America Ferrera, amerikansk skådespelare
- 1987 – Rosie Huntington-Whiteley, brittisk fotomodell
- 1990
  - Oumar Niasse, senegalesisk fotbollsspelare
  - Britt Robertson, amerikansk skådespelare
- 1991 – Alexandra Nilsson, svensk bloggare och sångare med artistnamnet Kissie
- 1993 – Mika Zibanejad, svensk ishockeyspelare

## Avlidna
- 1410 – Jacob Gertsen (Ulfstand), dansk kyrkoman, ärkebiskop i Lunds stift sedan 1392
- 1556 – Luigi Alamanni, 61, florentinsk diktare och politiker
- 1689 – George Jeffreys, 43, engelsk lordkansler 1685–1688
- 1817 – Carl Nathanael af Klercker, 82, svensk friherre och general
- 1851 – Christian Friedrich Nasse, 73, tysk läkare
- 1853 – William R. King, 67, amerikansk demokratisk politiker, USA:s vicepresident 1853
- 1854
  - Józef Elsner, 84, polsk kompositör
  - Nehemiah R. Knight, 73, amerikansk politiker, guvernör i Rhode Island 1817–1821, senator för samma delstat 1821–1841
- 1867 – Robert Smirke, 86, brittisk arkitekt
- 1895 – Robert C. Wickliffe, 76, amerikansk demokratisk politiker, guvernör i Louisiana 1856–1860
- 1898 – Gustave Moreau, 72, fransk målare
- 1932 – William J. Harris, 63, amerikansk demokratisk politiker, senator för Georgia sedan 1919
- 1936 – Ottorino Respighi, 56, italiensk tonsättare
- 1943 – Isoroku Yamamoto, 59, japansk amiral (stupad)
- 1945 – John Ambrose Fleming, 95, brittisk elektroingenjör och fysiker
- 1949 – Ulrich Salchow, 71, svensk konståkare
- 1951 – Arthur H. Vandenberg, 67, amerikansk republikansk politiker, senator för Michigan
- 1955 – Albert Einstein, 76, tysk-amerikansk fysiker, skapare av relativitetsteorin, mottagare av Nobelpriset i fysik 1921
- 1957 – Ben W. Hooper, 86, amerikansk republikansk politiker, guvernör i Tennessee
- 1962 – Harald Wehlnor, 71, svensk skådespelare
- 1965 – Olin D. Johnston, 68, amerikansk demokratisk politiker, senator för South Carolina
- 1979 – Jullan Kindahl, 94, svensk skådespelare och sångare
- 1991 – Rudolf Keijser, 68, svensk musiker och pianostämmare
- 2002 – Thor Heyerdahl, 87, norsk marinbiolog, forskningsresande och författare
- 2005 – Olle Bengtsson, 81, svensk boxare med smeknamnet Skofteby-Bengtsson
- 2009 – Stephanie Parker, 22, brittisk skådespelare
- 2011 – Ivica Vidović, 71, kroatisk skådespelare
- 2012 – Dick Clark, 82, amerikansk programledare och producent
- 2013 – Storm Thorgerson, 69, brittisk grafisk designer och fotograf
- 2014 – Wiveca Billquist, 77, svensk fotomodell, skådespelare och tv-producent
- 2016
  - Eva Henning, 95, svensk skådespelare
  - Lasse Flinckman, 66, svensk dragshowartist
- 2018 – Carl-Gustaf Andrén, 95, svensk teolog, professor och universitetskansler
- 2023 – Bo Berggren, 86, svensk företagsledare